# Jean-Claude Barat
Pour les articles homonymes, voir Barat.
 (février 2018).
Si vous disposez d'ouvrages ou d'articles de référence ou si vous connaissez des sites web de qualité traitant du thème abordé ici, merci de compléter l'article en donnant les références utiles à sa vérifiabilité et en les liant à la section « Notes et références ».
Jean-Claude Barat, dit le commandant Barat, est un militaire, dessinateur et archéologue français né à La Charité-sur-Loire le 5 octobre 1786 et mort à Nevers le 29 août 1855.

## Biographie

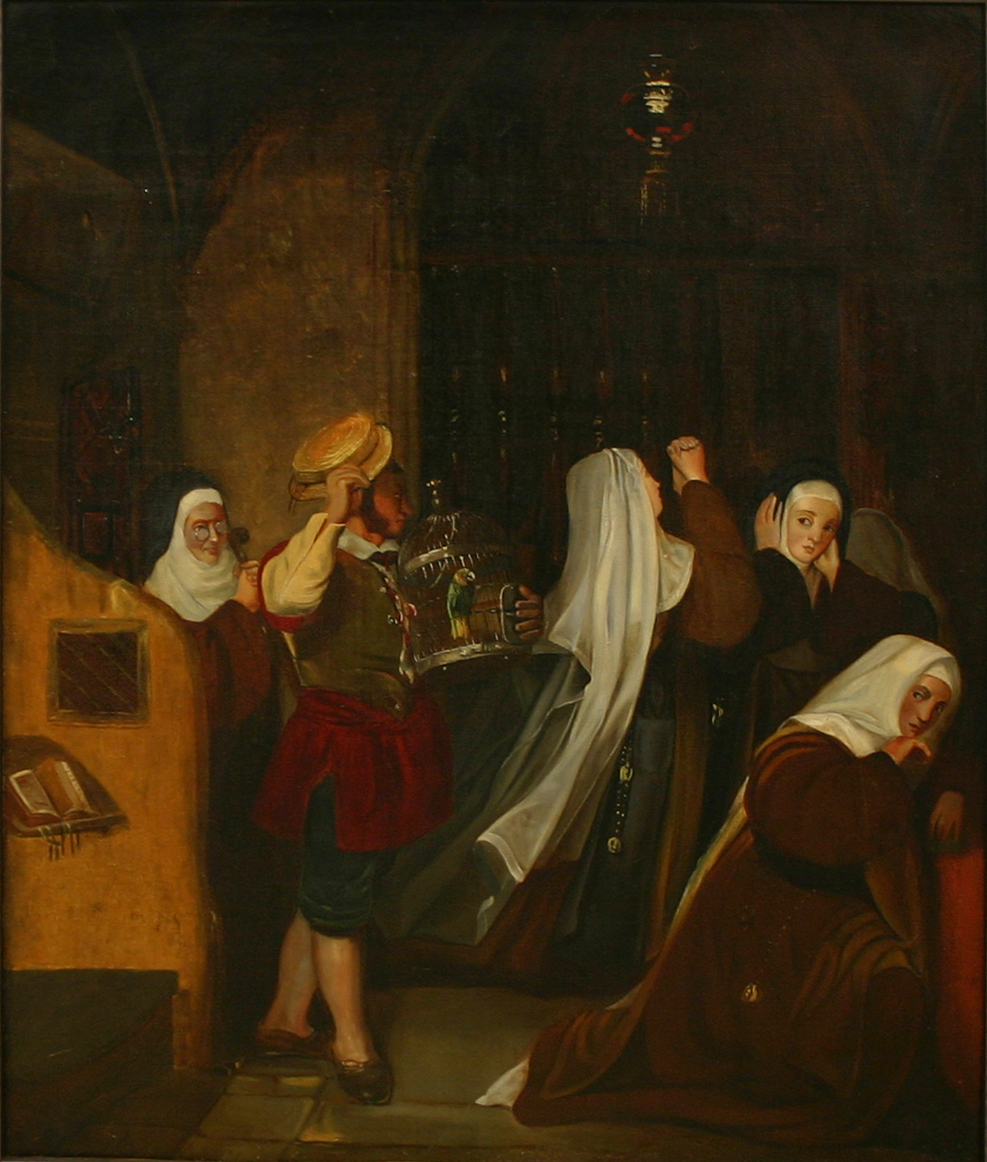
Jean-Claude Barat, lArrivée de Ver-Vert à Nantes.

Militaire de 1804 à 1815, Jean-Claude Barat suit l’épopée napoléonienne, du camp de Boulogne à Waterloo en passant par ses diverses campagnes en Italie, en Autriche, en Espagne et en Belgique. Blessé à Wagram, prisonnier lors du Siège de Pampelune en 1813, puis en Angleterre, il est admis à la retraite en janvier 1836. Pendant toute cette période militaire, il entretient avec son père et ses amis une correspondance assidue où se révèlent ses talents d’observateur.
Revenu à la vie civile, il met son énergie au service de la publication du Nivernois, album historique et pittoresque, ouvrage de référence pour la Nièvre, réalisé en collaboration avec N.J. Morellet et E. Bussière, et dont les 94 illustrations montrent ses talents de dessinateur. 
Sa passion pour l’archéologie, née au cours d’une campagne d’Italie, s’épanouit avec ses recherches dans la Nièvre. Il parcourt le département dans tous les sens, relevant les lieux de ses découvertes, dessinant celles-ci avec précision et laissant le soin aux spécialistes de les identifier. Sa persévérance sera couronnée de succès : en 1851, le commandant Barat est nommé conservateur du Musée archéologique du Nivernais et trésorier de la toute nouvelle Société nivernaise des lettres, sciences et arts. 
Son petit-neveu, Victor Gautron du Coudray (1868-1957), a publié les Mémoires du commandant J.-C. Barat, ancien vélite de la Garde Impériale (Revue du Nivernais, Beaumont-la-Ferrière, vol. 13, 14 et 15, 1908 à 1912).